# 宏恩观
宏恩观，位于北京市东城区张旺胡同2、4号及豆腐池胡同21、23、25号、赵府街71号（该观旧门牌为东四区娘娘庙胡同），是一座道教全真派宫观。

## 历史
宏恩观的前身为千佛寺，始建于元朝元贞年间。明朝、清朝又多次修缮，更名为“清净寺”。清朝光绪十三年（1887年）清净寺最后一次大修，更名为“宏恩观”。清朝末年，该观成为老年太监退休之后的养老场所。
宏恩观原有房屋214间，截至2014年有房屋158间，占地面积大约8700平方米。至2014年，宏恩观的房屋有103间由北京标准件工厂及菜市场占用；其余约55间为居民住房，由东城区房管部门收租代管。因年久失修，房屋存在严重安全隐患。
文化大革命时期，宏恩观成为国营北京市标准件二厂。改革开放后，又被钟楼菜市场占用。2011年，杂家zajia lab将菜市场已停业的豆腐加工车间（宏恩观前殿）改造成“杂家”计划空间和杂家咖啡，分别作为跨界艺术空间与小咖啡馆。
2002年3月26日，北京市落实私房办公室将宏恩观现有房屋产权发还宗教团体（当时由北京市佛教协会代管道教房产）。2005年北京市道教协会成立，接手道教房产。2005年11月，北京市以及东城区的文物部门领导及文物专家现场考察宏恩观后，认为宏恩观建筑年代久远，现存古建筑保存较完好，殿宇规制轩昂，文物价值很高；考察组还和产权单位北京市道教协会就宏恩观尽快腾退保护及合理使用事宜开展了商讨。2009年10月，宏恩观被东城区文委公布为东城区文物保护单位。2014年3月3日，在中国人民政治协商会议第十二届全国委员会第二次会议期间，北京市道教协会会长、全国政协委员黄信阳提出《关于尽快腾退和保护道教宏恩观的提案》，呼吁尽快腾退和保护宏恩观，恢复为道教的宗教活动场所。
宏恩观文物修缮保护工程于2022年8月启动，2023年6月修缮完毕，2023年9月开设北京市首家中轴线主题邮局。

## 建筑
宏恩观位于北京钟楼北侧，北京中轴线上，其地人称“龙尾之要”，地势十分高旷。主要建筑有：
- 山门：面阔五间，额书“重修清净宏恩观”。
- 帝君殿：为该观的中心建筑，明式风格，举架十分高大，面阔五间，采用殿式作法，檐下五踩斗拱，调大脊筒瓦歇山顶。围廊带有雀替，殿内存有和玺彩画。大殿的东西山墙上分别嵌有“万古长青”、“元运赞燮”绿琉璃字。[1]